# Elvir Krehmić
Elvir Krehmić, född 27 april 1973, är en friidrottare från Bosnien och Hercegovina. Han deltog vid olympiska sommarspelen 2000.